# Daktylioteka

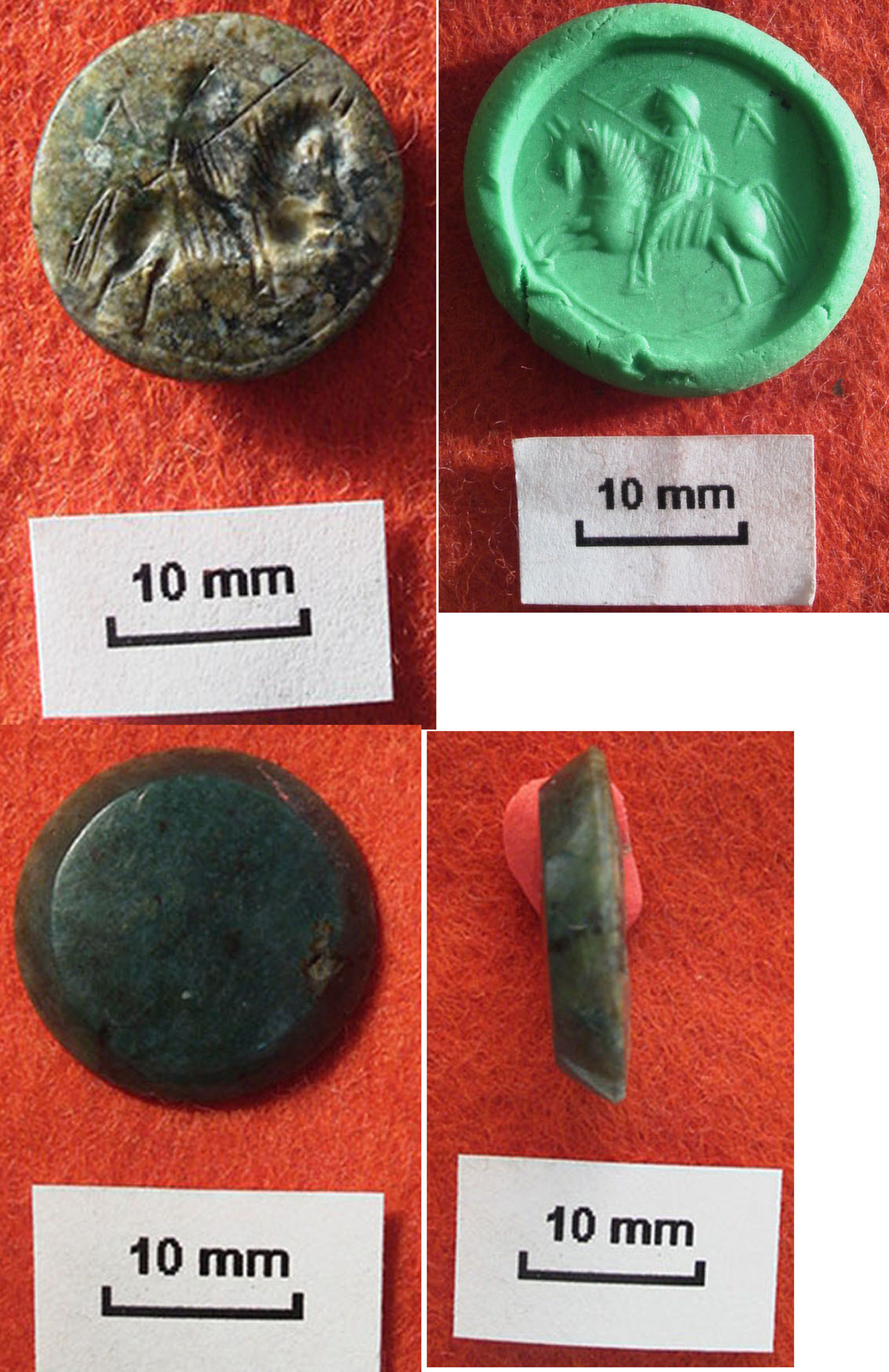
Sposób pozyskiwania okazów do daktylioteki – odciskanie oczka pierścienia z brązu

Daktylioteka (łac. dactyliotheca, gr. δακτυλιοθήκη od daktýlion δακτύλιον – „pierścień” i thḗkē θήκη – „składnica, schowek”) – kolekcja artystycznie rzeźbionych kamieni, czyli gemm, lub miejsce przechowywania takiego zbioru.
Pierwotnie kasetka, szkatułka (zwykle ozdobna) do przechowywania pierścieni, najczęściej z osadzonymi dekoracyjnymi kamieniami (kamea, intaglio). Później także zbiór ozdobnych pierścieni, samych gemm albo ich odcisków bądź odlewów wykonanych w miękkim materiale utrwalającym – na ogół w wosku lub gipsie. Inna nazwa gliptoteki w odniesieniu do zbioru (zwłaszcza skromniejszego) samych odcisków gemm i rytych (grawerowanych) wyobrażeń z pierścieni metalowych.